# Acontece (RTP)
Acontece era um telejornal cultural diário apresentado por Carlos Pinto Coelho na RTP2, RTP África e RTP Internacional de 1994 a 2003. Era transmitido em directo dos estúdios da Rádio Televisão Portuguesa, após o Financial Times e antes do Remate e do Jornal 2, tendo tido como horários 21h, 22h e 21h30. Com o seu formato a remontar a 1993, quando Carlos Pinto Coelho apresentava o 24 Horas (RTP), foi o mais conhecido noticiário cultural de Portugal e era caracterizado pelo estilo de Carlos Pinto Coelho de apresentar notas rápidas sobre cultura em Portugal, na Lusofonia e no Mundo. Cada programa era terminado pela frase "E assim, Acontece".

## História
Os primórdios do programa remontam a 1993, quando Carlos Pinto Coelho apresentava o 24 Horas (RTP) e, no final de cada emissão, fazia apontamentos sobre a vida cultural, reportagens, e entrevistas com personalidades do mundo cultural.
No entanto, o formato viria a ganhar um programa próprio com a renovação da grelha da então TV2, com transmissão diária, que integrava notícias, reportagens, videolivros, entrevistas e debates sobre os mais variados temas e com os mais variados protagonistas. Personalidades como José Saramago, Agustina Bessa-Luís, Manoel de Oliveira, José Mattoso, Álvaro Cunhal, Maria João Pires, Mário Soares, Jack Lang, Jô Soares, Fernando Henrique Cardoso, Gerard Depardieu, Isabel Allende, Rabih Abou-Khalil, Mia Couto e Bernard Pivot foram entrevistados neste programa.
A equipa era constituída por Florbela Godinho, José Eduardo Agualusa, Ana Santos e Vasco Lourinho, com um Conselho Editorial constituído, nos seus primeiros anos, por: João Carlos Alvim (director editorial), António Carlos Carvalho (jornalista e responsável pelo suplemento cultural do Diário de Notícias), José Rebelo (professor universitário e antigo jornalista do Le Monde), Manuel Brito (galerista), Ana Mafalda Leite (assistente universitária de literaturas africanas de língua portuguesa), Nuno Henrique Luz (critico de cinema), Pedro Pyrrait (critico musical), Paulo Laureano e Álvaro Pinto (novas tecnologias), e José Eduardo Agualusa, já mencionado, e Luís Carlos Patraquim (escritores).

De acordo com o seu apresentador, Carlos Pinto Coelho, o telejornal era preparado em três momentos: "um primeiro de reuniões com consultores; um segundo para marcar equipas de reportagem para a semana; e o terceiro momento, o do próprio dia, a marcação das reportagens do dia seguinte e o planeamento do alinhamento do próprio dia".

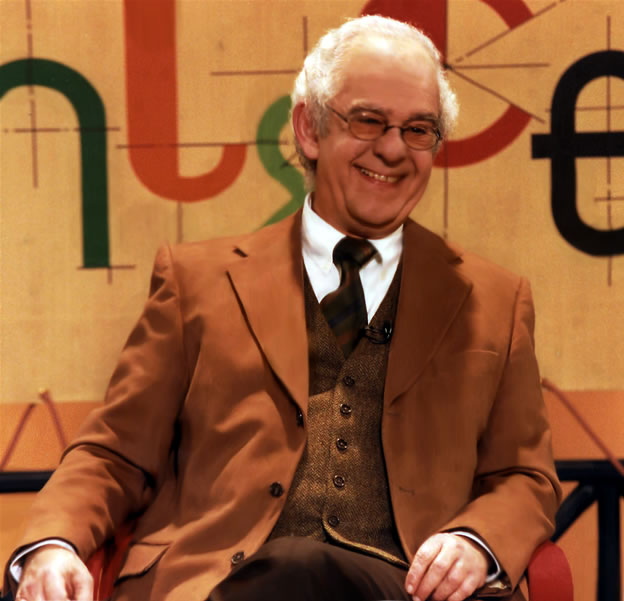
Carlos Pinto Coelho, o principal apresentador do Acontece.

Apesar das audiências insatisfatórias, o Acontece chegou a ser o telejornal cultural mais longevo da Europa e com emissões especiais, por exemplo, no programa 1000 e 1600, este último em simultâneo com a RTP1, na Galeria Municipal da Mitra, e em parceria com José Alberto Carvalho, Judite Sousa, Alberta Marques Fernandes, Maria Elisa Domingues e Fátima Campos Ferreira, juntamente com a equipa residente do Acontece Florbela Godinho, Ana Santos, Lígia Veríssimo e Diana Duarte.
Para além disso, o programa chegou a ser satirizado em várias emissões de Herman Enciclopédia, com o nome Culturismo, com Herman José a fazer de Carlos Filhito Botelho, e o próprio Carlos Pinto Coelho a apresentar uma das emissões.

## Fim do programa
Em 2003, o então ministro da Presidência (com a tutela da televisão pública em Portugal), Morais Sarmento criticou a quantidade de dinheiro que era gasto para produzir o programa, sendo "...mais compensador oferecer uma volta ao Mundo a cada espectador". Em Julho de 2003 foi anunciado o fim do programa.
Ainda assim, a edição radiofónica "Agora... Acontece" continuou a ser transmitido em 92 rádios nacionais, entre as quais a TSF.

## Prémios
Carlos Pinto Coelho recebeu o prémio Bordalo, o prémio do Clube de Jornalismo e o Grande Prémio Gazeta 1997 pela apresentação do Acontece.